# District de Phalombe

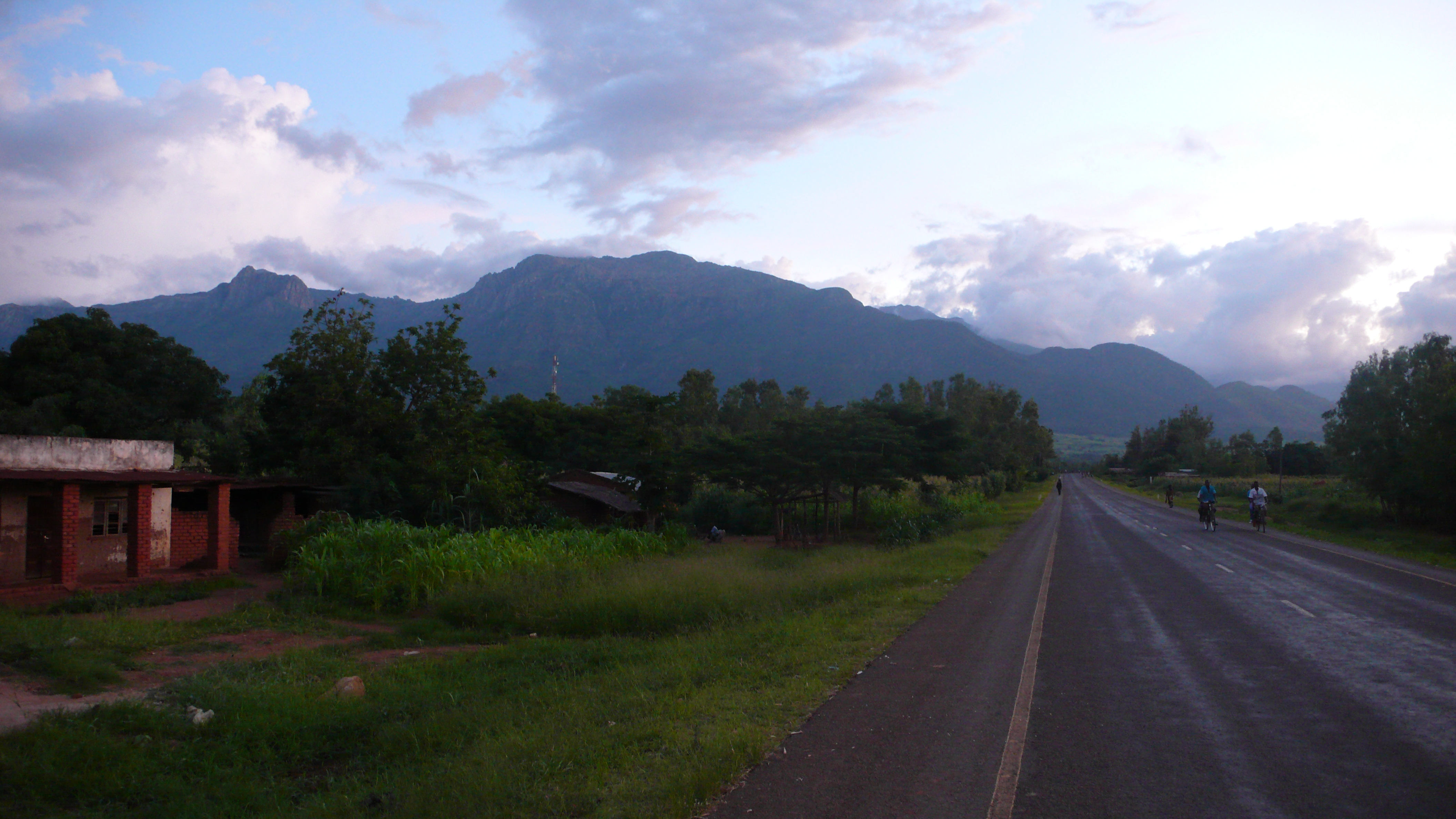
Une vue de Mulanje quand vous êtes à Phalombe

Phalombe est un district du Malawi.